# Here I Am (álbum de Kelly Rowland)
Here I Am Es el tercer álbum de estudio de la artista estadounidense Kelly Rowland, dado a conocer a través de Universal Motown (Universal Music) el 26 de julio de 2011. Contiene diez canciones (catorce en la edición de lujo), es el primer álbum de Rowland desde su separación de Matthew Knowles como su mánager. Here I Am es un álbum de música R&B y pop, con sutiles influencias de la música dance. De ello se desprende la afirmación de Rowland de que "nadie la pone en una caja" y los temas comunes incluyen letras de canciones acerca de la feminidad y la intimidad sexual.
Originalmente estaba programado para ser lanzado en 2010, el álbum fue retrasado después de una serie de sencillos fueron lanzados a un éxito desigual. "Commander" (2010) y producida por David Guetta, convirtiéndose en un éxito entre los diez primeros en el Reino Unido y algunos países de Europa. Una versión alternativa del álbum que cuenta con más de baile se dará a conocer sobre todo en Europa en noviembre de 2011.

## Sencillos

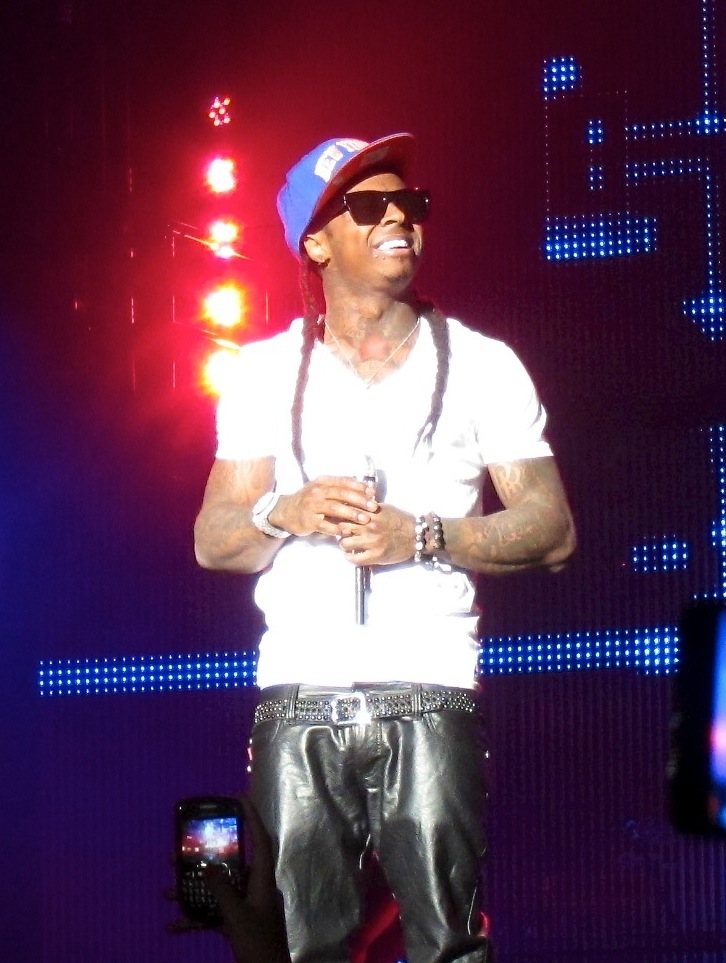
Motivation cuenta con la colobaoraciòn de Lil Wayne

"Commander" fue presentado como primer sencillo de Here I Am durante Winter Music Conference, el 27 de marzo de 2010. Fue producido por el francés dj David Guetta, y fue puesta en libertad de 17 de mayo de 2010 a las tiendas de iTunes en todo el mundo para su descarga digital. En el Reino Unido, "Commander", encabezó las lista de UK Dance Chart y se convirtió en un éxito entre los diez primeros en la lista de sencillos del Reino Unido, la mejor posición de Rowland desde el año 2008. A pesar de no ser atendidos como single en los Estados Unidos, que logró se número uno en Billboard Hot Dance club. Como segundo sencillo en el mercado internacional fue lanzado, "Forever and a Day", que fue producido por Jonas Jeberg y coproducido por Guetta. Se estrenó a través de BBC Radio 1 el 18 de agosto de 2010 y fue puesto en libertad 20 de septiembre de 2010. A pesar de recibir elogios de la voz fuerte de Rowland, el sencillo no logró obtener el mismo éxito de "Commander", alcanzado como posición cuarenta y nueve en UK Singles Chart. No se incluye en el listado de canciones final, pero pueden aparecer en las versiones internacionales del álbum.
Después de lanzar dos single pop fallidos ("Rose Colored Glasses") y ("Grown Woman"), en febrero de 2011, Rowland decidió que el álbum sería reiniciado debido a que no tendría aceptación en los Estados Unidos. Según el sitio web de Rowland "Motivation" con Lil Wayne fue lanzado el 15 de abril de 2011, como primer sencillo en Estados Unidos, los sencillos anteriores fueron reemplazando como sencillos plomo. Fue producido por Jim Jonsin con un ritmo synth-saturado. El sencillo fue elogiado por su atractivo sexual, y una vez en libertad alcanzó el puesto número diecisiete en el Billboard Hot 100, así como fue número uno en el Hot R&B/Hip-Hop Songs durante siete semanas no consecutivas. "Motivation" se convirtió en el segundo sencillo más exitoso de Rowland, en Estados Unidos. Fue certificado oro por RIAA. 
Tercer sencillo del álbum (el segundo en los EE. UU.) se tituló "Lay It On Me" y cuenta con la colaboración del rapero Big Sean. El sencillo recibió elogios de la crítica positiva, que sentían que era pegadizo y sexy. "Lay It On Me" será enviado a la radio EE. UU. rítmica el 2 de agosto de 2011. De acuerdo con Billboard, "Down for Whatever" producido por RedOne, serviría como segundo sencillo del álbum a nivel internacional.

## Canciones
| title1          = I'm Dat Chick
| writer1         = Christopher Stewart, Ester Dean, Lamont Neuble
| extra1          = Christopher Stewart
| length1         = 4:04
| title2          = Work It Man
| note2           = con Lil Playy
| writer2         = Rodney Jerkins, Priscilla Renea, LaShawn Daniels, Kelly Rowland, Darrell Davidson
| extra2          = Rodney "Darkchild" Jerkins
| length2         = 4:10
| title3          = Motivation
| note3           = con Lil Wayne
| writer3         = James Scheffer, Rico Love|Richard Butler, Jr., Daniel Morris, Dwayne Carter
| extra3          = Jim Jonsin, Rico Love
| length3         = 4:03
| title4          = Lay It on Me
| note4           = con Big Sean
| writer4         = Dean, Chauncey Hollis, Big Sean
| extra4          = Hit-Boy
| length4         = 4:03
| title5          = Feelin Me Right Now
| writer5         = Love, Earl Hood, Eric Goudy II
| extra5          = Rico Love, Earl & E
| length5         = 3:57
| title6          = Turn It Up
| writer6         = Jerkins, Hamilton, Thomas Lumpkins, John Conte, Jr.
| extra6          = Rodney "Darkchild" Jerkins
| length6         = 3:40
| title7          = All of the Night
| note7           = con Rico Love
| writer7         = Luther Campbell, David Hobbs, Mark Ross, Christopher Wongwon, Butler, Jr. , Jermaine Jackson, Andrew Harr, David Anderson II, Jon-David Anderson
| extra7          = The Runners, Rico Love
| length7         = 3:51
| title8          = Keep It Between Us
| writer8         = J. J-Doe Smith, Joseph Bereal, Amber Streeter, Rowland, Christopher Umana
| extra8          = Christopher "c4" Umana
| length8         = 4:10
| title9          = Commander
| writer9         = Rowland, Love, David Guetta, Sandy Vee
| extra9          = David Guetta, Sandy Vee
| length9         = 3:39
| title10         = Down for Whatever
| note10          = con The WAV.s
| writer10        = Nadir Khayat, Teddy Sky, Jimmy Joker, Bilal Hajji
| extra10         = RedOne, Jimmy Joker, The WAV.s
| length10        = 3:55
}}

| Deluxe edition bonus tracks |                                                 |                                                               |                         |          |  |
| N.º                         | Título                                          | Escritor(es)                                                  | Productor(es)           | Duración |  |
| 11.                         | «Heaven & Earth»                                | Stargate, Shaffer Smith                                       | Ne-Yo, StarGate         | 3:37     |  |
| 12.                         | «Each Other»                                    | Butler, Karriem Mack, Shaun Owens, Nigel Talley, Maurice Wade | Soul Diggaz             | 3:48     |  |
| 13.                         | «Motivation (Rebel Rock Remix)» (con Lil Wayne) | Butler, Carter, Scheffer, Morris                              | Jim Jonsin, Rico Love   | 3:41     |  |
| 14.                         | «Commander (Urban Remix)» (con Nelly)           | Butler, Cornell Haynes, Guetta, Wilhelm                       | Earl & E, E2, Rico Love | 4:09     |  |

## Posicionamiento
| Listas (2011)                | Posición |
| ---------------------------- | -------- |
| Australian ARIA Albums Chart | 61       |
| Canadian Albums Chart        | 45       |
| UK Albums Chart              | 126      |
| UK R&B Albums Chart          | 16       |
| US Billboard 200             | 3        |
| US Top R&B/Hip-Hop Albums    | 1        |

## Lanzamiento
| País           | Fecha               | Edición (Format)                         | Catálogo     | Disquera         |
| -------------- | ------------------- | ---------------------------------------- | ------------ | ---------------- |
| Alemania       | 22 de julio de 2011 | Standard edition (Digital download)      | 602527431420 | Universal Music  |
| Reino Unido    | 25 de julio de 2011 | US deluxe edition (Digital download)     | 602527775975 | Universal Island |
| Canadá         | 26 de julio de 2011 | Standard edition (CD)                    | 602527431420 | Universal Music  |
| Canadá         | 26 de julio de 2011 | Deluxe edition (CD)                      | 602527775975 | Universal Music  |
| Estados Unidos | 26 de julio de 2011 | Standard edition (CD / digital download) | 602527431420 | Universal Motown |
| Estados Unidos | 26 de julio de 2011 | Deluxe edition (CD / digital download)   | 602527775975 | Universal Motown |
| Australia      | 29 de julio de 2011 | US deluxe edition (CD)                   | 602527775975 | Universal Music  |
| Reino Unido    | 2011                | UK track listing                         | —            | Universal Island |